# Skorocice
Skorocice – wieś w Polsce położona w województwie świętokrzyskim, w powiecie buskim, w gminie Wiślica.
| SIMC    | Nazwa       | Rodzaj     |
| ------- | ----------- | ---------- |
| 0277351 | Aleksandrów | przysiółek |
| 0277368 | Nowa Wieś   | przysiółek |

Po wprowadzeniu gromad w 1954 r. wieś należała do gromady Skotniki, po jej zniesieniu w latach 1960-1972 wieś należała i była siedzibą władz gromady Skorocice. W latach 1975–1998 miejscowość administracyjnie należała do województwa kieleckiego.
Na terenie wsi znajduje się Rezerwat przyrody Skorocice, w którym obserwować można zjawiska krasowe i unikatową florę stepową.
Przez wieś przechodzi  niebieski szlak turystyczny z Pińczowa do Wiślicy.